# Amadou Cheiffou
Amadou Cheiffou (* 1. prosince 1942) je nigerský politik, který od 26. října 1991 do 17. dubna 1993 působil jako předseda vlády přechodné vlády Nigeru. Od založení strany Sociálně demokratického shromáždění v roce 2004 byl jejím předsedou. V letech 2006 až 2010 působil jako předseda Ekonomické, sociální a kulturní rady Nigeru. V letech 2011 až 2015 zastával funkci veřejného ochránce práv.

## Životopis
Amadou Cheiffou se narodil v Kornace v roce 1942. Patří k etnické skupině Fulbů. Vystudoval francouzskou vysokou školu École nationale de l'aviation civile. Po škole pracoval v Dakaru jako zástupce Mezinárodní organizace pro civilní letectví (ICAO) pro střední a západní Afriku. Na národní konference v roce 1991 byl delegátem Sdružení Nigeřanů žijících v zahraničí. Na konferenci se stal kompromisní volbou na post předsedy vlády, ačkoliv s jeho nominací nesouhlasili delegáti zastupující vládu. Zvolen byl 26. října 1991. K jeho výběru za předsedu vlády pomohla jeho politická nezkušenost a skutečnost, že nebyl spojen se starým režimem Seyniho Kountché a Aliho Saiboua. V letech 1991 až 1993 sloužil Cheiffou jako předseda přechodné vlády. Toto přechodné období vedlo k pluralitním volbám. Během tohoto období působil také jako ministr národní obrany. Spolu s prezidentem Saibou a Andrém Salifouem, předsedou Vysoké rady republiky, mu Národní konference zakázala kandidovat v prezidentských volbách v roce 1993.
Cheiffou působil jako místopředseda Demokratické a sociální konvence. Poté se s touto stranou i s jejím předsedou Mahamanem Ousmanem rozešel a v lednu 2004 založil vlastní stranu, Sociálně demokratické shromáždění (RSD). V prezidentských volbách konaných 16. listopadu 2004 získal Cheiffou 6,35 % hlasů a obsadil čtvrté místo. V prosinci 2004 byl zvolen do Národního shromáždění jako kandidát RSD za volební obvod Maradi. Poté, co prezident Mamadou Tandja založil dne 3. ledna 2006 Ekonomickou, sociální a kulturní radu, která měla 85 členů, stal se Cheiffou jejím předsedou.
RSD během politické krize v roce 2009 podpořila prezidenta Tandju a v říjnu 2009 se zúčastnila parlamentních voleb. Opozice rozhněvaná snahou prezidenta o prodloužení funkčního období svého úřadu, tyto volby bojkotovala. Hospodářské společenství západoafrických států (ECOWAS) požadovalo odložení voleb v naději, že bude politická krize vyřešena. Po konání voleb okamžitě zbavil Niger svého členství. Cheiffou se stal členem 22členné nigerské delegace, která odcestovala do Abuji na jednání s ECOWAS, která započala 9. listopadu 2009.
Cheiffou, stále působící jako předseda Ekonomické, sociální a kulturní rady, kandidoval v prosinci 2009 v komunálních volbách a byl zvolen za radního v Kornace. Jeho kandidatura byla kontroverzní, vzhledem k jeho politické funkci.
Tandja byl své funkce zbaven během vojenského puče v únoru 2010. V prezidentských volbách v lednu 2011 kandidoval Cheiffou opět na funkci prezidenta. V prvním kole neuspěl a v druhém kole podpořil kandidáta PNDS Mahamadoua Issoufoua. Poté, co Issoufou volby vyhrál, byl Cheiffou dne 24. srpna 2011 jmenován ombudsmanem. Dne 13. prosince 2015 byl Cheiffou opět vybrán za kandidáta RSD na post prezidenta pro volby, které se konaly v únoru 2016. Na základě své kandidatury rezignoval 21. prosince 2015 z funkce veřejného ochránce práv, přestože nebyl ze zákona povinen se tohoto postu vzdát. V únoru 2016 byl zvolen do Národního shromáždění.